# Емірат
Емірат (араб. امير‎, amīr — владика, вождь) — держава, володіння на чолі з еміром у країнах мусульманського Сходу.
Адміністративно-територіальна одиниця Саудівської Аравії, якою керує емір (принц) з королівської родини.

## Нинішні емірати
- Афганістан (емірат із 2021 року)
- Катар (емірат із 1878 року)
- Кувейт (емірат із 1757 року)
- ОАЕ (об'єднані з 1971 року)
  -  Емірат Абу-Дабі
  -  Емірат Аджман
  -  Емірат Дубай
  -  Емірат Ель-Фуджайра
  -  Емірат Рас-ель-Хайма (приєднався в лютому 1972 року)
  -  Емірат Шарджа
  -  Емірат Умм-ель-Кайвайн